# Prigorica
Prigorica este o localitate din comuna Ribnica, Slovenia, cu o populație de 456 de locuitori.